# Reservatio mentalis
Reservatio mentalis (łac. zastrzeżenie potajemne) – potajemne zastrzeżenie polegające na zewnętrznym wyrażeniu woli takiej, jakiej w rzeczywistości osoba składająca oświadczenie nie miała, gdy adresat oświadczenia nie wie o tym zastrzeżeniu potajemnym, ewentualnie wewnętrzne zastrzeżenie kontrahenta, że zobowiązania z zawartej umowy nie dotrzyma.
Reservatio mentalis występuje wtedy, gdy ten, kto składa oświadczenie woli (np. zaciąga zobowiązanie), równocześnie – w myśli – postanawia go nie wykonać lub wykonać w inny sposób. Zastrzeżenie potajemne nie wywołuje skutków prawnych. Jednocześnie nie pozbawia ono skuteczności oświadczenia woli w takim zakresie, w jakim zostało ono złożone (wyrażone) adresatowi. W szczególności reservatio mentalis nie oznacza pozorności czynności prawnej, której dokonaniu towarzyszyło wewnętrzne zastrzeżenie kontrahenta, a zatem nie pociąga za sobą nieważności tej czynności.